# ニナ・ビスローバ
ニナ・ゲンナジエヴナ・ビスローバ（露: Нина Геннадьевна Вислова、1986年10月4日 - ）とは、ロシアの女子バドミントン選手である。2012年ロンドンオリンピックにてペアであるバレリー・ソロキナと共に、バドミントンにおいてロシア初のオリンピックメダリストとなった。

## 経歴
モスクワ出身。ヨーロッパジュニアバドミントン選手権にて、女子ダブルスでは金メダルを2回（2003年と2005年）、複合ダブルスでは2003年に銀メダル、2005年に銅メダルの合わせて4回メダルを獲得した。2006年には、USオープンにて女子ダブルスと複合ダブルスにて優勝した。ヨーロッパバドミントン選手権大会ではバレリー・ソロキナと共に女子ダブルスで2010年に金メダルを、2008年、2012年に銅メダルを獲得した。
2012年、ロンドンオリンピック女子ダブルスに出場し、3位決定戦でカナダのブルース・アレックス/ミシェル・リーペアを2-0（21-9、21-10）で破って銅メダルを獲得した。